# لوبت
لوبت (بالإنجليزية: Loopt)‏ هي شركة كانت تقع في ماونتن فيو (كاليفورنيا) بالولايات المتحدة الأمريكية. كانت الشركة تقدم خدمة لمستخدمي الهواتف الذكية تمكنهم من مشاركة مواقعهم مع أشخاص معينيين. كانت الخدمة تدعم كلًا من الآيفون وبلاك بيرى و أندرويد وويندوز فون. كان لدى الشركة أكثر من خمسة ملايين مستخدم وشراكات مع شركات الهواتف النقالة في الولايات المتحدة. عرضت تطبيقات الشركة مجموعة من ضوابط الخصوصية بالإضافة إلى مميزات الخدمة الأساسية. كان لدى المستخدمين القدرة على دمج لوبت مع الشبكات الاجتماعية الأخرى بما في ذلك فيسبوك وتويتر.

## تاريخ الشركة
تأسست الشركة عام 2005 وحصلت على تمويل أولي من (Y Combinator) ، وأكملت التمويل بمرحلة A و B بقيادة سكويا كابيتال و (New Enterprise Associates). جمعت لوبت أكثر من 39 مليون دولار تمويل خلال 5 جولات. كان من بين أعضاء مجلس إدارة الشركة مايك رامزي وجريج مكادو. في مارس 2012 تم الاستحواذ على الشركة من قبل جرين دوت مقابل 43.4 مليون دولار نقدًا ، مع تخصيص 9.8 مليون دولار منها لابقاء الموظفين.